# Liste der Kulturdenkmale in Berlin-Mitte/Königsstadt
Auf dieser Seite sind die Kulturdenkmale im historischen Stadtviertel Königsstadt im Berliner Ortsteil Mitte aufgelistet. Diese Liste ist Teil der Liste der Kulturdenkmale in Berlin-Mitte. Grundlage ist die Denkmalliste des Landes Berlin, die auf Basis des Berliner Denkmalschutzgesetzes erstmals am 28. September 1995 bekannt gemacht wurde und seither durch das Landesdenkmalamt Berlin geführt und aktualisiert wird. 

## Baudenkmale
| Nr.      | Lage                                                                | Offizielle Bezeichnung                               | Beschreibung                                                                 | Bild |
| -------- | ------------------------------------------------------------------- | ---------------------------------------------------- | ---------------------------------------------------------------------------- | ---- |
| 09060092 | Alexanderplatz (Lage)                                               | Brunnen der Völkerfreundschaft                       | 1969 von Walter Womacka                                                      |      |
| 09020854 | Alexanderplatz (vor Nr. 2) (Lage)                                   | Weltzeituhr                                          | 1969–1970 von Erich John                                                     |      |
| 09080424 | Alexanderplatz 1 (Lage)                                             | Berolinahaus                                         | 1930–1932 von Peter Behrens, vereinfachte Wiederherstellung 1950             |      |
| 09080425 | Alexanderplatz 2 Dircksenstraße 20–21 Grunerstraße 11/15 (Lage)     | Alexanderhaus                                        | 1930–1932 von Peter Behrens, Wiederherstellung 1994–1995                     |      |
| 09020852 | Alexanderstraße 7 (Lage)                                            | Haus des Reisens                                     | 1969–1971, von den Architekten Roland Korn, Johannes Brieske, Roland Steiger |      |
| 09020852 | Alexanderstraße 7 (Lage)                                            | Haus des Reisens                                     | Kupferrelief Der Mensch überwindet den Raum von Walter Womacka               |      |
| 09065022 | Bernhard-Weiß-Straße 6 Keibelstraße 29–36 Wadzeckstraße 7–10 (Lage) | Verwaltungsgebäude der Karstadt AG, Polizeipräsidium | 1930–1931 von Philipp Schäfer, Umbau 1950                                    |      |

## Bodendenkmale
| Nr.      | Lage                                                                     | Offizielle Bezeichnung                        | Beschreibung         | Bild |
| -------- | ------------------------------------------------------------------------ | --------------------------------------------- | -------------------- | ---- |
| 09010174 | Otto-Braun-Straße (nordöstliche Ausfahrtrampe des Straßentunnels) (Lage) | Fundamente und Bestattungen der Georgenkirche | ab 2. Hälfte 13. Jh. |      |